# Barnes Hill (Antigua)
Barnes Hill ist ein Hügel der Insel Antigua, im Inselstaat Antigua und Barbuda.

## Geographie
Der Hügel erreicht eine Höhe von 24 m. Er liegt im Norden der Insel nördlich des gleichnamigen Barnes Hill und von Osbourn.